# Facultad Libre de Rosario
La Facultad Libre de Rosario es una experiencia de educación alternativa con el objetivo de construir herramientas de reflexión e implementar un concepto de educación creativo e innovador, que posibilite un vínculo diferente con el saber, uniendo la filosofía, el arte, la ciencia y el conocimiento, respetando y afirmando la diversidad como fundamento para el aprendizaje. La institución se encuentra en la Zona Centro de la ciudad de Rosario.
La Facultad Libre de Rosario surge como una experiencia complementaria de la educación formal, como un emprendimiento destinado a producir condiciones favorables para el librepensamiento. La diversidad y la ausencia de prescripciones posibilitan el pensamiento, el encuentro y el aprendizaje. De allí que los docentes provengas de las más variadas formaciones y posturas ideológicas como Tomás Abraham y León Rozitchner (filósofos), como Sergio Pujol (músico) y Julia Solomonoff (cineasta), como Hugo Mujica (poeta y sacerdote) y Arnaldo Bocco (economista). Con materias igualmente diversas como “Mística, Teogonía y Teosofía”, “Poder, Sexo y Derecho” y “Utopía, Revolución y catástrofes del Siglo XX”, imposibles de encontrar dentro de un marco académico formal. Todo esto permite que la Facultad Libre se posicione como un espacio alternativo de cruce de saberes, experiencias y disciplinas.

## Historia

Jacques Rancière en la Facultad Libre de Rosario, en octubre de 2012.

La Facultad Libre es una institución de educación no formal. Su historia se remonta a la década del '90, cuando la Biblioteca Popular Florentino Ameghino de la ciudad de Venado Tuerto (Provincia de Santa Fe) convocó a docentes e intelectuales de la República Argentina para que piensen una institución que resignifique el concepto de educación acorde a las necesidades humanas de nuestro tiempo. En 2005, Fernando Peirone, junto a un grupo de docentes, funda la Asociación Civil Facultad Libre y pone en funcionamiento la Facultad Libre de Rosario con el apoyo de la Municipalidad de Rosario.
Alineada en la tradición de librepensamiento, la Facultad Libre ha realizado innovaciones pedagógicas y didácticas en el campo de las humanidades y ciencias sociales con la intención de recuperar los saberes que la educación formal, en su búsqueda de eficiencia y especialización, fue dejando de lado. La Facultad Libre no tiene requisitos de ingreso, y cualquier persona mayor de 17 años que sepa leer y escribir puede cursar.
Desde el año 2009 la Facultad Libre de Rosario funciona en forma autogestionada por un grupo de jóvenes, la mayoría de ellos oriundos de Venado Tuerto. Este proyecto es posible gracias a: Natalí Pellegrini, Adriano Peirone, Patricio Irisarri, Paola Peppino, Laura Farré, Sofía Meier, Joaquín Maggioni, Sofía Barbieri, Ignacio Fosco, Victoria Gómez Hernández, Cris Rosenberg, Maxi Mosqueira, Joaquín Gómez Hernández, Lucila Bensegués, Clauda Chávez Fernández y Paloma Ruiz.

## Actividades
- “Política y subjetividad”, por León Rozitchner (2006) Archivado el 1 de marzo de 2021 en Wayback Machine.
- “Tecnología, cuerpo y cultura”, por Christian Ferrer (2006) Archivado el 1 de marzo de 2021 en Wayback Machine.
- “Historia de las ideas en occidente”, por Nicolás Casullo (2007)
- “Filosofía y religión”, Tomás Abraham (2007)
- “El Ser Argentino. El arte como interpelación”, por Esteban Ierardo (2008)
- “Cómo pensar el mundo de hoy”, por Gustavo Varela (2009) (enlace roto disponible en Internet Archive; véase el historial, la primera versión y la última).
- “Imagen y Política. Desde los totalitarismos del siglo XX a nuestros días”, por Fabián Mosenson (2009) (enlace roto disponible en Internet Archive; véase el historial, la primera versión y la última).
- “Elogio de la Literatura Argentina”, por Rodolfo Fogwill, Noe Jitrik, Esteban Ierardo, Jorge Boccanera, Jesus Moreno Sanz y Hugo Mujica (2010)
- “Conflicto y Política. Revolución y Democracia”, por Diego Tatián (2011). Archivado el 1 de marzo de 2021 en Wayback Machine.
- “Escuela de Frankfurt. Estética, dialéctica y capitalismo”, por Eduardo Grüner (2011).
- “Borges. com. Filosofía, medios y política desde Borges”, por Dante Palma (2011) Archivado el 1 de marzo de 2021 en Wayback Machine.
- "Hispanoamérica en tiempos de revolución", por Marcela Ternavasio (2012)
- "Charlando con Pedro Aznar", una charla abierta con el reconocido músico argentino (2012)
- "Jacques Rancière en Rosario", el filósofo francés pasó por la Facultad Libre (2012)

## Participantes
Cualquier persona puede ingresar a sus actividades, en las que conviven profesionales, estudiantes, empleados, jubilados, y jóvenes que pueden participar en este encuentro intergeneracional, unido por el amor al conocimiento y motivado por el espíritu de la libertad, la inquietud y entusiasmo por lo nuevo. Ya que no está todo dicho o solucionado, hay muchos espacios que requieren ser pensados, reelaborados a través de un nuevo crisol de interpretaciones y problemáticas. Los fundadores de la Facultad Libre suelen usar la siguiente cita de Mario Benedetti para describir el pensamiento de la misma: “Cuando teníamos todas las respuestas, de pronto cambiaron todas las preguntas”.

## Docentes
Algunos de sus profesores: Jacques Rancière, Tomás Abraham, Pedro Aznar, Arnaldo Bocco, Christian Ferrer, Ricardo Forster, Horacio González, Eduardo Grüner, Noé Jitrik, María Pía López, Ricardo Piglia, Sergio Pujol, León Rozitchner, Beatriz Sarlo, Hugo Mujica, Gustavo Varela, Fabián Mosenson, David Viñas, Darío Sztajnszrajber.